# NGC 1632
NGC 1632 је спирална галаксија у сазвежђу Еридан која се налази на NGC листи објеката дубоког неба.
Деклинација објекта је - 9° 27' 21" а ректасцензија 4h 39m 58,5s. Привидна величина (магнитуда) објекта NGC 1632 износи 14,4 а фотографска магнитуда 15,3. NGC 1632 је још познат и под ознакама IC 386, NPM1G -09.0208, PGC 15769.